# Jarmo Sandelin
Jarmo Sandelin, född i Finland 10 maj 1967, är en svensk golfare och entreprenör som spelar på European Legends Tour.
Jarmo är professionell golfspelare sedan 1987 och spelade regelbundet på Europatouren mellan 1995 och 2009. Under Jarmos karriär har han besökt och spelat på över 600 golfdestinationer över hela världen med ett flertal stora segrar, bland annat Turespana Open De Canaria (1995), Madeira Island Open (1996), Open de Espana (1999), German Open (1999) samt BMW Asian Open (2002). 1999 kvalificerade sig Jarmo för Ryder Cup där han representerade Lag Europa. Under samma år vann han två segrar och slutade nia på Order of Merit. Vidare har han under drygt tio år varit global ambassadör för den exklusiva golfresorten Vale de Lobo i Portugal.
Jarmo Sandelin är grundare och styrelseordförande i investmentbolaget JFP Group AB (”JFP”) och JFPs dotterbolag.

## Meriter

### Segrar på Europatouren
- 1995 Turespana Open De Canaria
- 1996 Madeira Island Open
- 1999 Open de Espana
- 1999 German Open
- 2002 BMW Asian Open

### Legends tour
- 2019 MCB Tour Championship – Mauritius

### Special events
- 1994 Challenge Novotel (Challenge Tour)
- 1998 Open Novotel Perrier (med Olle Karlsson)
- 2019 British Par 3 Championship

### Lagframträdanden
- Ryder Cup: 1999
- Alfred Dunhill Cup: 1995, 1996, 1999
- World Cup: 1995, 1996, 1999
- Seve Trophy: 2000 (seger)